# 커먼 플래시 메모리 인터페이스
커먼 플래시 메모리 인터페이스(Common Flash Memory Interface, CFI)는 AMD, 인텔, 샤프, 후지쯔가 공동으로 개발한 공개 표준이다. 모든 플래시 메모리 공급업체에서 구현할 수 있으며, JEDEC의 비휘발성 메모리 소위원회에서 승인했다. 이 사양의 목표는 서로 다른 공급업체에서 제공하는 플래시 메모리 장치의 호환성이다. 개발자는 플래시 칩에서 식별 정보를 읽어 다양한 플래시 제품에 하나의 드라이버를 사용할 수 있다.
각 플래시 메모리 장치에는 메모리 크기, 바이트 및 워드 구성, 블록 구성, 전압 및 타이밍 데이터와 같은 정보가 포함된다.
이 사양은 여러 가지 이점을 제공한다. 플래시 장치에 대한 정보는 시스템 소프트웨어 내 테이블에 거의 또는 전혀 저장될 필요가 없다. 더 저렴한 플래시 메모리 장치를 사용할 수 있게 되면 시스템 소프트웨어를 다시 작성할 필요 없이 사용할 수 있다. 현재 소프트웨어 시스템을 이전보다 더 쉽고 빠르게 적용할 수 있다.
CFI 지원은 FreeBSD에 구현되어 있다.

## 같이 보기
- 오픈 낸드 플래시 인터페이스 사양 (ONFi)